# 工程索引
工程索引（EI）是由美国工程信息公司(Engineering information Inc.)编辑出版，历史上最悠久的一部大型综合性检索工具。EI在全球的学术界、工程界、信息界中享有盛誉，是科技界共同认可的重要检索工具。
目前主要有三个版本:
- Ei Compendex光盘数据库
- Ei Compendex Web数据库
- Engineering Village 2

## 历史
- 1884年，创刊。
- 1992年，EI公司开始收录中国期刊。
- 1998年，EI在清华大学图书馆建立了Ei中国镜像站。
- 2012年7月，EI Compendex 數據庫收錄來自中國的期刊共209種（其中中文期刊155種，英文54種）[1]。

## EI报道内容
EI每月出版1期，文摘1.3万至1.4万条。数据库每年新增500000条工程类文献，数据来自5100种工程类期刊、会议论文和技术报告，原始文献来自40余个国家，涉及的语言多达39种，其中3600种有文摘。年报道文献量16万余条。每期附有主题索引与作者索引；每年还另外出版年卷本和年度索引，年度索引还增加了作者单位索引。
收录文献涉及的领域：
- 机械工程、机电工程、船舶工程、制造技术等；
- 矿业、冶金、材料工程、金属材料、有色金属、陶瓷、塑料及聚合物工程等；
- 土木工程、建筑工程、结构工程、海洋工程、水利工程等；
- 电气工程、电厂、电子工程、通讯、自动控制、计算机、计算技术、软件、航空航天技术